# Redención (revista)
Redención (1915-1922) fue una revista mensual feminista española publicada en Valencia fundada por Ana Carvia Bernal (que firmaba Ana C. Bernal, por resaltar su filiación materna). Fue la primera publicación que se autodenominó a sí misma feminista en España.

## Historia
Su primer número fue publicado en Valencia el 1 de septiembre de 1915 con el subtítulo “Revista mensual feminista”. Fueron publicados 79 números, hasta junio de 1922. En el primer ejemplar aparecía el lema «Ven mujer, ven a nosotras y laboremos juntas por nuestra CULTURA y nuestros DERECHOS». En su editorial se afirmaba que entre sus objetivos estaba el de "despojar a la mujer española de su rutinaria indiferencia para con la cosa pública".
Las redactoras, entre otras,  Ángeles Guiñón, Josefa Carneiro, Consuelo Álvarez Pool (Violeta) y a partir de diciembre de 1915 Amalia Carvia Bernal, habían ya colaborado en otras revistas como La Conciencia Libre, El Gladiador y El Gladiador del Librepensamiento.
La revista fue difundida en Valencia, Barcelona, Madrid, Huelva y otras ciudades españolas para después llegar a Portugal, Italia, México, Cuba y otros países latinoamericanos. Fue posible por las redes construidas tejidas por el feminismo laicista y la popularidad de sus propuestas: reforma del código civil, pacifismo, erradicación de la prostitución, lucha contra el alcoholismo, dignificación de la vida en las cárceles y reclamo del voto femenino.
Apoyó la fundación de la Sociedad Concepción Arenal para hermanar a las feministas españolas con las europeas. La revista apoyó la fundación de la Liga Española para el Progreso de la Mujer, respaldada por Ángeles López de Ayala, la Sociedad Progresiva Femenina y El Gladiador del Librepensamiento. Organizada en Valencia, era presidenta Ana C. Bernal; su hermana Amalia Carvia, secretaria, y Ángeles Guiñón, vocal, todas ligadas a la revista. Ante la propuesta del ministro Burgos Mazo de un proyecto de ley sobre el sufragio femenino, restringido por la edad y por la imposibilidad de que las mujeres fueran elegibles, la Liga exigió el voto sin ninguna restricción. Esta Liga era un intento de crear una acción colectiva feminista a nivel internacional minimizando las diferencias ideológicas que se pudieran tener.